# Каськово (Дорогобужский район)
Касько́во — деревня в Дорогобужском районе Смоленской области России. Входит в состав Озерищенского сельского поселения.
Население — 183 жителя (2007 год). Расположена в центральной части области в 15 км к юго-западу от Дорогобужа, в 7,5 км западнее автодороги Р137 Сафоново — Рославль. Через деревню протекает река Ужа. Автобусное сообщение с Сафоновым и Дорогобужем.

## История
Название древнего, по всей видимости финно-угорского происхождения: коски — порог, водопад. Известно как минимум с 1504 года, «село с деревянной церковью Николая Чудотворца». В своё время селом владели Бахтеевы, Засецкие, Францевичи, Обруцкие, Кононовы. В 1846 году Е. Г. Куломзиной построена каменная церковь (окончательно разрушена во время Великой Отечественной войны). В 1864 году была открыта церковно-приходская школа, в 1885 году — земская. В конце XIX века открыта земская больница. В 1904 году в селе было 196 жителей.

## Достопримечательности
- Братская могила 30 советских воинов погибших в 1941 году.